# Cantonul L'Isle-Jourdain (Gers)
Cantonul L'Isle-Jourdain (Gers) este un canton din arondismentul Auch, departamentul Gers, regiunea Midi-Pyrénées, Franța.

## Comune
- Auradé
- Beaupuy
- Castillon-Savès
- Clermont-Savès
- Endoufielle
- Frégouville
- Giscaro
- L'Isle-Jourdain (reședință)
- Lias
- Marestaing
- Monferran-Savès
- Pujaudran
- Razengues
- Ségoufielle